# Фронтотемпоральная деменция и паркинсонизм 17 хромосомы
Лобно-височная деменция с паркинсонизмом-17 (FTDP-17) — аутосомно-доминантное нейродегенеративное заболевание, влияющее на поведение, речь и движение. Симптомы этого заболевания, как правило, становятся заметными после 40 лет. Большинство заболевших живут от 5 до 10 лет после появления симптомов, хотя описаны случаи с более длительной выживаемостью.
Личностные изменения и изменения в поведении часто являются первыми признаками FTDP-17. Эти изменения включают в себя потерю торможения, несоответствующие эмоциональные реакции, беспокойство, пренебрежение личной гигиеной, общую потерю интереса к деятельности и событиям. Болезнь также приводит к ухудшению когнитивных функций (деменции), в том числе к проблемам с суждениями, планированием и концентрацией. У некоторых пациентов с FTDP-17 появляются психические симптомы, в том числе обсессивно-компульсивное поведение, бред, галлюцинации. Это затрудняет взаимодействие пациентов с другими людьми социально надлежащим образом. Они всё чаще требуют помощи с личной гигиеной и другими аспектами повседневной жизни.
Многие люди с FTDP-17 испытывают проблемы с речью и языком. Они могут иметь проблемы с поиском слов, путают одно слово с другим (семантические парафазии), повторяют слова, сказанные другими (эхолалия). Трудности с речью и языком нарастают со временем, что может привести в конечном итоге к утрате способности к общению.
FTDP-17 также характеризуется проблемами с движением. Многие пациенты проявляют некоторые черты паркинсонизма, в том числе тремор, мышечную ригидность и необычно медленное движение (брадикинезия). По мере прогрессирования болезни, наиболее пострадавшие лица становятся не в состоянии ходить. Некоторые люди с FTDP-17 испытывают ограничения в вертикальном движении глаз (паралич вертикального взгляда), у некоторых пациентов появляются быстрые аномальные движения обоих глаз (саккады).

## Эпидемиология
Во всем мире распространённость FTDP-17 неизвестна. В Нидерландах, где была изучена распространённость этого заболевания, оно поражает приблизительно 1 из 1 000 000 человек. Однако, скорее всего, имеет место гиподиагностика и фактическая картина может отличаться в большую сторону по сравнению с числом зарегистрированных случаев.
FTDP-17, вероятно, является причиной определенного процента всех случаев лобно-височной деменции.

## Генетика
Болезнь обусловлена мутациями в гене MAPT. Этот ген локализован на хромосоме 17.
Ген MAPT обеспечивает инструкции для белка, называемого тау. Этот белок находится в нервной ткани, в том числе в нейронах головного мозга. Он участвует в сборке и стабилизации микротрубочек — жестких полых волокон, составляющих структурную основу клетки (цитоскелета). Микротрубочки помогают клеткам сохранять свою форму, содействуют процессу митоза, и являются существенными для транспорта веществ в клетках.
Мутации в MAPT гена нарушают нормальную структуру и функцию тау. Дефектный белок собирается в сгустки в пределах аномальных нейронов и других клеток головного мозга. Тем не менее, неясно, какой эффект имеют эти сгустки на функции клеток и выживания. FTDP-17 характеризуется постепенной гибелью клеток в лобной и височной долях мозга. Лобные доли участвуют в рассуждении, планировании и решении задач, в то время как височные доли участвуют в процессах слуха, речи, памяти, и эмоции. Потеря клеток в этих областях головного мозга приводит к изменениям личности, трудности речи и других особенностей FTDP-17.
FTDP-17 является одной из нескольких связанных болезней, известных, как тауопатии, которые характеризуются аномальным накоплением тау в головном мозге.
Подробнее о гене MAPT.
Это заболевание наследуется по аутосомно-доминантному типу, это означает что мутации одного аллеля достаточно, чтобы вызвать расстройство.

## Клиническая картина
Основные проявления заболевания связаны с нарушениями функций лобно-височных структур головного мозга. В зависимости от локализации процесса состояние выделяют следующие симптомы:
- снижение интереса к окружающему
- апатия или, наоборот, агрессивность
- расторможенность
- снижение критики к своему поведению
- изменение к своему поведению
- изменение пищевого поведения
- нарушение экспрессивной речи (в виде ее замедления)
- нарушение грамматического строя речи (динамическая афазия)
- проявление моторной афазии Брока

Возможны также следующие проявления заболевания:
- амнестическая дисфазия
- семантическая дисфазия

При неврологическом обследовании обнаруживаются характерные для поражения лобных долей признаки – рефлексы орального автоматизма, хватательный рефлекс, оживление сухожильных рефлексов, позже могут присоединяться нарушения стояния и ходьбы, гипокинезия и падения.

## Диагностика
Диагноз ставится на основании клинических данных, семейного анамнеза, наличии при КТ или МРТ атрофии лобной или височной долей. Окончательный диагноз устанавливается при биопсии мозга или аутопсии.

## Лечение
Патогенетически обоснованной терапии не существует. Симптоматическая терапия предполагает коррекцию поведения больных, устранение психотических нарушений, нормализацию питания, сна и т.д.